# Hospitalhaços

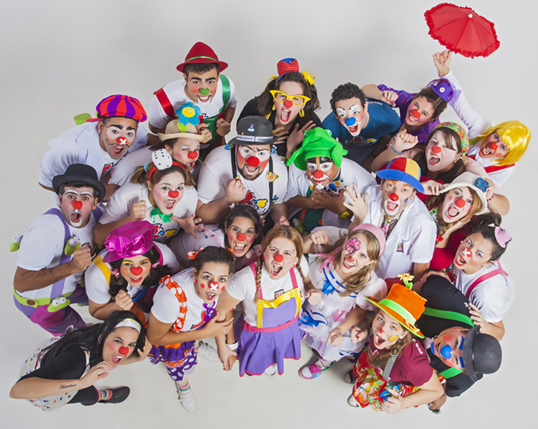
Voluntários Hospitalhaços

A Hospitalhaços é uma associação sem fins lucrativos que desde 1999 promove a humanização hospitalar, atendendo ao público de hospitais públicos da Região Metropolitana de Campinas, por meio de atividades lúdicas e artísticas realizadas pela figura do palhaço.
Fundada por Walkiria Camelo, a ONG realiza um trabalho totalmente voluntário. Os palhaços doam seu tempo e sua alegria, não só aos pacientes, como também aos acompanhantes, familiares e à equipe médica.
14 hospitais públicos em 7 cidades da RMC são atendidos pela ONG. Além do trabalho de humanização hospitalar, 4 brinquedotecas instaladas em unidades pediátricas são administradas e mantidas pela Hospitalhaços. Nelas a ONG realiza atividades culturais como produção de espetáculos teatrais e musicais, oficinas de artes plásticas e contação de histórias.
São aproximadamente 500 voluntários cadastrados que se dividem entre palhaços humanizadores, brinquedistas, administração e equipe de apoio, beneficiando mais de 440.000 pessoas anualmente.
Todo esse trabalho só é possível graças às doações recebidas. A ONG mantém em sua sede em Campinas/SP um bazar permanente e periodicamente realiza eventos beneficentes para arrecadar fundos para a manutenção do projeto.
Ao longo de sua trajetória, a ONG Hospitalhaços já recebeu prêmios de legitimidade como o Prêmio Hebert de Souza - Betinho, concedido pela Câmara Municipal de Campinas em 2002, Prêmio Projeto Cidadão, concedido pelo Grupo RAC/CPFL em 2004, Prêmio Honra ao Mérito, concedido pela Câmara Municipal de Campinas em 2010, além dos registros Órgão de Utilidade Pública nº 12703 em 2006 e Lei Rouanet, PRONAC nº 12.8245 em 2012.

## Humanização Hospitalar
A essência da humanização hospitalar consiste em fazer com que o paciente sinta-se em um ambiente mais confortável, tornando-se receptivo ao tratamento.
O processo de reflexões médico-paciente teve início na década de 1960 e contou com a participação fundamental do médico americano Hunter Adams, o “Patch Adams”, que propõe e executa modificações nas relações dentro dos hospitais. Patch acredita na “Serventia do amor para todas as pessoas”.
Em 1986, Michael Christensen, um palhaço americano, diretor do Big Apple Circus de Nova Iorque, foi o primeiro a usar a Figura do Palhaço em apresentações hospitalares, o que propiciou uma sensível melhora na receptividade ao tratamento médico.
A visão de Patch (retratada no filme “O Amor é Contagioso”) e a inserção da figura do palhaço nos hospitais por Christensen, motivou a criação de inúmeros grupos de palhaços humanizadores pelo mundo.